# Dismas

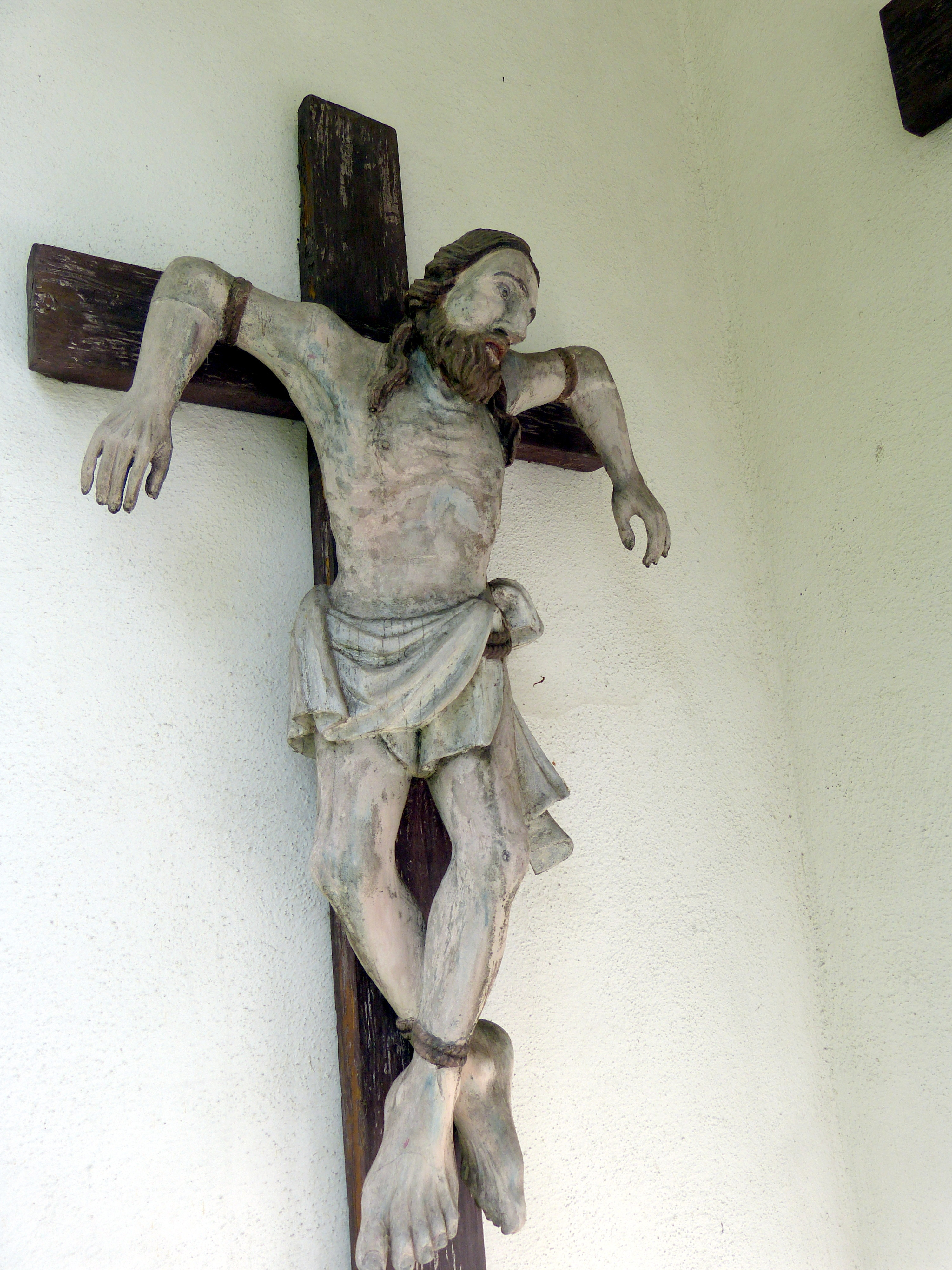
Dismas, Darstellung in der Kreuzigungskapelle in Putzleinsdorf

Dismas (auch Dysmas, Dimas oder seit dem Mittelalter Dumachus; † um 30 in Jerusalem) ist in der christlichen Tradition der Name des mit Jesus gekreuzigten „rechten“ („guten“) Verbrechers oder Schächers, der nach dem Lukasevangelium am Kreuz Reue zeigte, wofür ihm Jesus das Paradies versprach (Lk 23,39ff ). Sein Name wie auch der des linken Schächers Gestas, der Jesus noch am Kreuz verspottete, werden erstmals im apokryphen Nikodemusevangelium (9, 4) genannt.
Der Name Dismas ist möglicherweise eine Ableitung vom Altgriechischen ἡ δυσμή „Untergang, Sonnenuntergang“, im übertragenen Sinn „Lebensende“.

## Geschichte

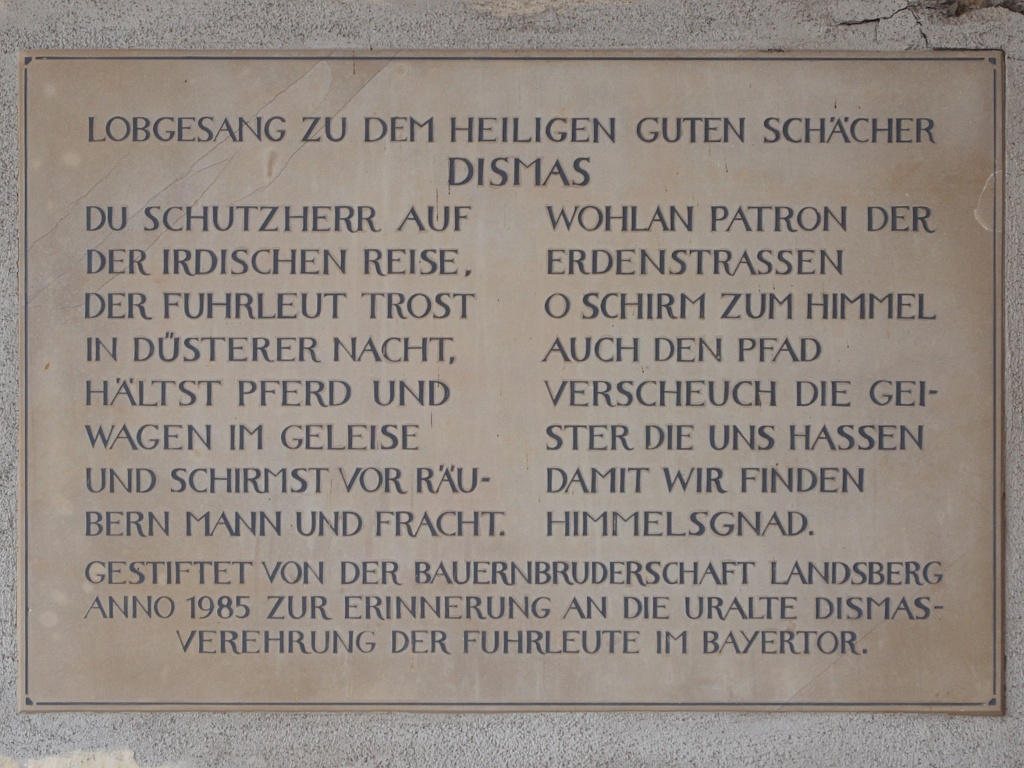
Hinweis auf eine alte Dismas-Verehrung der Fuhrleute in Landsberg am Lech

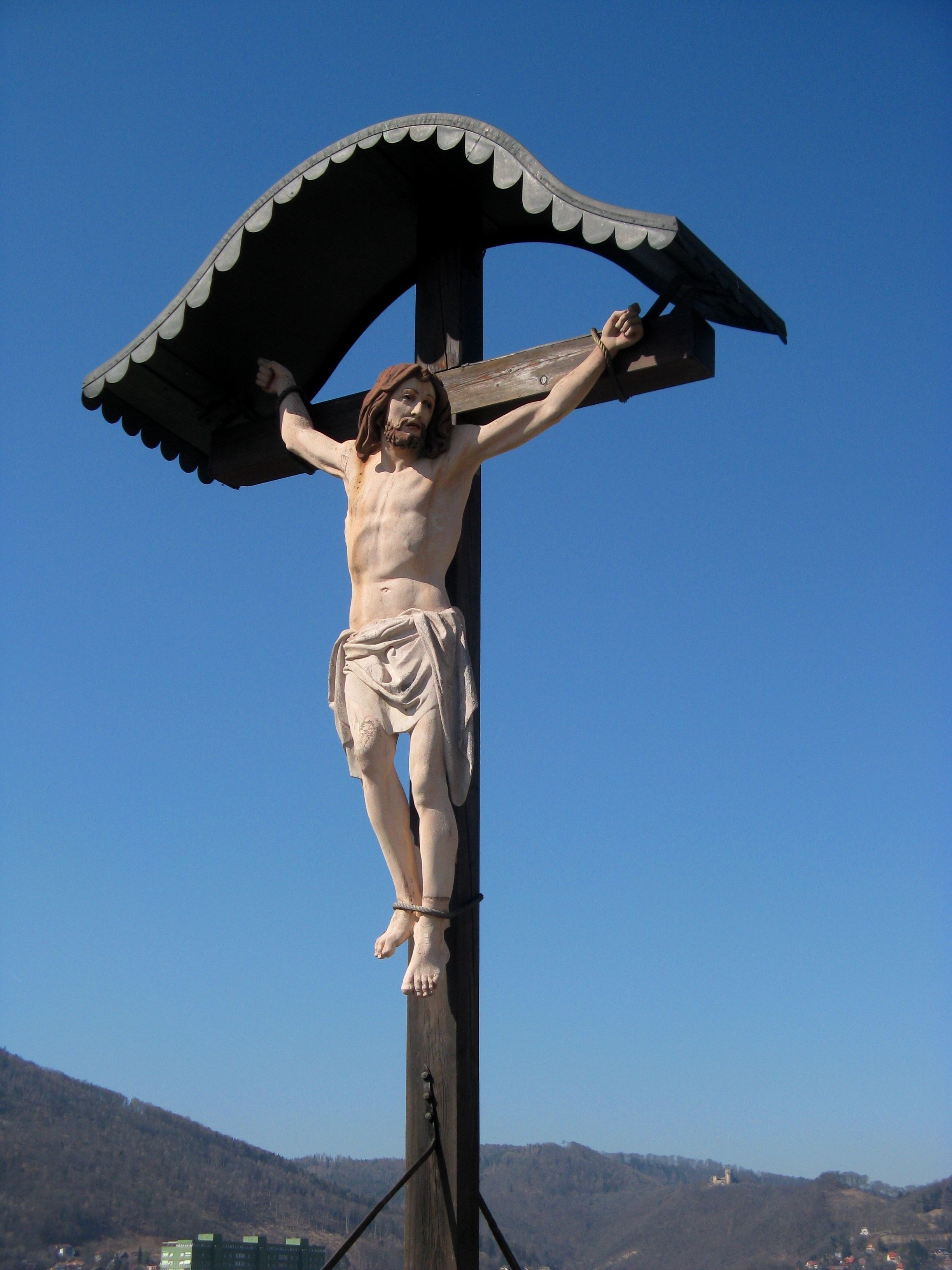
Figur des Dismas am Grazer Kalvarienberg

Die Namen der beiden mit Jesus hingerichteten Verbrecher werden in den Evangelien nicht genannt. Johannes erwähnt die Geschichte der beiden Schächer überhaupt nicht, während bei Matthäus (Mt 27,44 ) und Markus (Mk 15,32 ) beide Diebe Jesus verspotten. Die Geschichte vom „guten“ Schächer wird nur im Lukasevangelium (Lk 23,39–43 ) erzählt; während der eine Jesus am Kreuz verhöhnt, bittet der andere Jesus um Beistand, wofür Jesus ihm verspricht, dass er mit ihm im Paradies sein werde.
Die Namen der beiden Schächer finden sich zum ersten Mal in den Acta Pilati 9,4, dem ersten Teil des Nikodemusevangeliums aus dem 4. Jahrhundert nach Christus. Hier wird der „gute“ Schächer Dysmas und der Spötter Gestas genannt. Nach dieser apokryphen Erzählung soll der Erzengel Michael den Dismas mitsamt seinem Kreuz im Paradies empfangen haben, vermutlich deshalb ist das Attribut des Dismas seit der alten Kirche der Kreuzstab oder das „Schächerkreuz“.
Im arabischen Kindheitsevangelium aus dem 6. Jahrhundert ist er der Räuber, der Josef und Maria auf der Flucht nach Ägypten in sein Haus aufgenommen haben soll. Deshalb soll ihm bei der Hinrichtung die Gnade der vollkommenen Reue zuteilgeworden sein. Sein Kreuz soll nach Zypern gelangt sein, wo Dismas besonders verehrt wird.

## Theologische Bedeutung

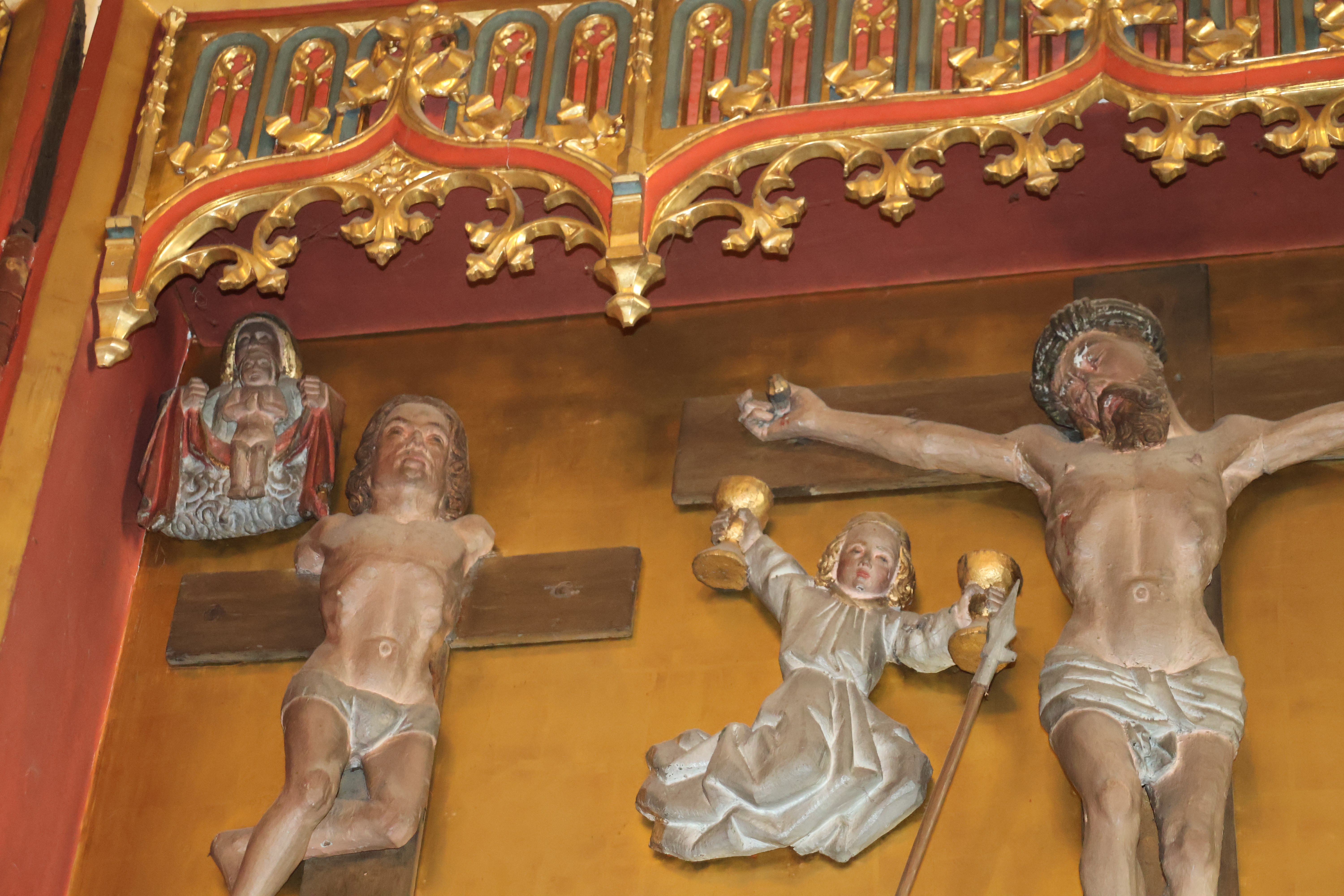
Dismas’ Seele wird von einem Engel zum Paradies getragen (Mittelfeld des Flügelaltars von etwa 1460 in der St.-Sebastian-und-St.-Fabian-Kirche (Schwesing)).

Dismas wird in den Ostkirchen oft auf Ikonen dargestellt; da er bei der Kreuzigung der Schächer auf der rechten Seite Jesu war, wird bei Kreuzigungsikonen der Kopf Jesu nach rechts geneigt gezeigt, womit die Annahme des Sünders durch seine vollkommene Reue symbolisiert wird. Auf mittelalterlichen Altären und Gemälden erscheint teilweise ein Engel, der seine gerettete Seele ins Paradies führt. Bei einem bestimmten Typus von Auferstehungsikone führt Dismas  mit seinem Schächerkreuz die alttestamentlichen Heiligen an und klopft als erster an der Tür des Paradieses.
In der Göttlichen Liturgie des Johannes Chrysostomos wird sein Ausspruch „Jesus, denk an mich, wenn du in dein Reich kommst“ (Lk 23,42 ) vor der Austeilung der Kommunion dreimal vom Priester gesprochen.
In der westlichen Kirche wird Dismas seit dem Mittelalter besonders von den Orden aus der franziskanischen Familie verehrt, heute etwa noch in der Kapuziner-Einsiedelei Sansepolcro in Mittelitalien.
Katholischer Gedenktag ist der 25. März, orthodoxer der 23. März.

## Schutzpatronate
Dismas ist Schutzpatron der italienischen Stadt Gallipoli in Apulien. Dismas gilt als Patron der zum Tode Verurteilten, Gefangenen und Totengräber. Aus diesem Grund wurden am Fuße von Galgenbergen teilweise Dismasstatuen aufgestellt, an denen der Verurteilte vor der Exekution ein letztes Gebet sprechen konnte.
Dismaskirchen:
- Mariatroster Kapelle am Grazer Kalvarienberg
- Gefängniskirche Hl. Dismas der gute Schächer in der Strafanstalt Barczewo

## Bekannte Namensträger
- Georg Dismas Heidingsfelder
- Jan Dismas Zelenka
- Dyzma Gałaj